# Pierre Geelhand de Merxem
Pierre Geelhand de Merxem, né à Anvers le 10 mai 1910 et mort à Bruxelles le 26 mars 1982, est un joueur de tennis et de hockey sur gazon ainsi que dirigeant sportif belge.

## Biographie
Pierre Geelhand de Merxem est le fils d'Adolphe Geelhand et de Gabrielle della Faille de Leverghem.
D'abord connu comme joueur de hockey sur gazon, il devient quatre fois champion national avec Beerschot. Il est également actif au sein de l'équipe belge, où il est, entre autres, réserviste pour les Jeux olympiques d'été de 1936.
Il devient champion de Belgique de tennis en 1938 contre André Lacroix. En double, il est six fois champion de Belgique dont trois fois avec Philippe Washer (1945, 1947 et 1948) et cinq fois en double mixte, dont deux avec Josane Sigart. Il dispute à huit reprises le tournoi de Wimbledon, atteignant le 3e tour en 1946, où il perd contre Budge Patty en quatre sets. L'année suivante, il est défait au second tour par le Suédois Torsten Johansson sur le score de 6-0, 6-0, 6-0. Aux Internationaux de France de 1948, il est battu au troisième tour par Marcello Del Bello en cinq sets. Entre 1936 et 1948, il compte 16 sélections avec l'équipe de Belgique de Coupe Davis, remportant huit matchs pour dix défaites. En 1950, il remporte le championnat international de Belgique et met fin à sa carrière internationale peu après.
Par la suite, il devient capitaine de l'équipe, dirigeant la finale interzone en Australie en 1953 et conseillant dans leurs carrières Philippe Washer et Jacky Brichant.
De 1961 à 1982, il est président du Royal International Lawn-Tennis Club de Belgique (ILTCB) et de 1974 à 1979 de l'Association Royale Belge de Tennis (KBTB). Il est également conseiller de la Fédération internationale de tennis.

## Distinctions
- Officier de l'ordre de la Couronne